# Bernardo José de Lorena
Bernardo José Maria de Lorena e Silveira, quinto conde de Sarzedas, (Campo Grande, 20 de abril de 1756 — Rio de Janeiro, 1818) foi um fidalgo e administrador colonial português.

## Origem
Segundo o registo de baptismo nasceu e foi baptizado na Paroquia do Campo Grande em Lisboa, no dia 20 de abril de 1756, sendo neste apontados como seus pais  D. Nuno Gaspar de Távora e D. Maria Inácia da Silveira.
Mas há duas versões sobre a origem de Bernardo de Lorena:
- A primeira versão é que seria filho de Nuno Gaspar de Lorena, nascido em 1704, moço fidalgo, era veador da rainha D. Maria I, tenente-general, governador das armas do Alentejo e de D. Maria Inácia da Silveira (nascida em 1723), era ao mesmo tempo sua cunhada, pois no primeiro casamento de D. Nuno Gaspar casara com sua irmã mais velha, segundo informa «Nobreza de Portugal», tomo III, página 363. Dona Maria Inácia era por sua vez riquíssima, filha do segundo casamento do antigo governador de Minas Gerais, Dom Brás Baltazar da Silveira (conforme se lê nas páginas de Genea Portugal na internet).
- A segunda versão, feita por pesquisadores do Caso Távora, é que ele era apenas filho de criação de Nuno Gaspar de Lorena, mas de fato filho bastardo do rei D. José I com a "Marquesa Nova" (Tereza de Távora), esposa de D. Luís Bernardo de Lorena e Távora, 4.º Marquês de Távora, executado junto com os demais Távoras em 1759. Sendo assim, Bernardo de Lorena era meio irmão de D. Maria I, a qual sucedeu no trono a seu pai D. José I, e que lhe concedeu cargos e honrarias, e seu nascimento, em 1758, provocou a Conspiração dos Távoras, o Caso Távora. Nuno Gaspar teria sido pai de criação por ter sido o 4º Marquês de Távora executado e Tereza de Távora presa em convento, onde ficou até falecer.

Essa afirmação teve origem em Saint-Hilaire, que o conheceu no Brasil, e escreveu sobre Bernardo de Lorena e Frei Lourenço do Caraça em seu livro "Viagem pelas capitanias de Rio de Janeiro e de Minas Gerais". A amizade de Frei Lourenço do Caraça com Bernardo de Lorena despertou as suspeitas de Saint-Hilaire, pois o misterioso frei é visto, até hoje, como um dos muitos fugitivos do Caso Távora e era de São João da Pesqueira, lugar de senhorio dos Távoras, e era da família Figueiredo, ligada aos Távoras.
Moço fidalgo com exercício nomeado em 3 de fevereiro de 1766; capitão de cavalaria agregado à 1ª Corte. Grã-cruz da Ordem de São Tiago e comendador da Ordem de Cristo; capitão-general de Minas Gerais e Vice-rei da Índia. Em 1786 recebeu a carta de conselheiro. A 19 de agosto de 1786 nomeado, por Dona Maria I, capitão-general governador da capitania de São Paulo, no Brasil, cargo de que só tomou posse a 5 de junho de 1788 (mas Nobreza de Portugal cita outra data: 25 de julho).
O nascimento de Bernardo, filho bastardo, teria então causado a Conspiração dos Távora contra o rei.
Dizem ter ele falecido em Lisboa em 1818, ou no Rio de Janeiro em 1819.

## No Brasil
Seu governo em São Paulo durou nove anos, terminando em 28 de junho de 1797. Entre suas obras mais importantes, a Calçada do Lorena, o primeiro caminho calçado com pedras na Serra do Mar que ligou o litoral ao planalto e à cidade de São Paulo. Terminado este seu governo, que durou até 28 de junho de 1797, quando entregou o mando a António Manuel de Melo e Castro de Mendonça, foi render o Visconde de Barbacena no governo da província de Minas Gerais. Ali fundou a cidade de Campanha.
Concluída em 1805 a comissão, foi agraciado com o título de 5.º Conde de Sarzedas, como descendente de um irmão do 1º conde de Sarzedas.

## No Reino
Nomeado conselheiro de capa e espada do Conselho Ultramarino, deputado da Junta de administração do Tabaco, e finalmente a 17 de setembro de 1806 vice-rei da Índia.

## Na Índia

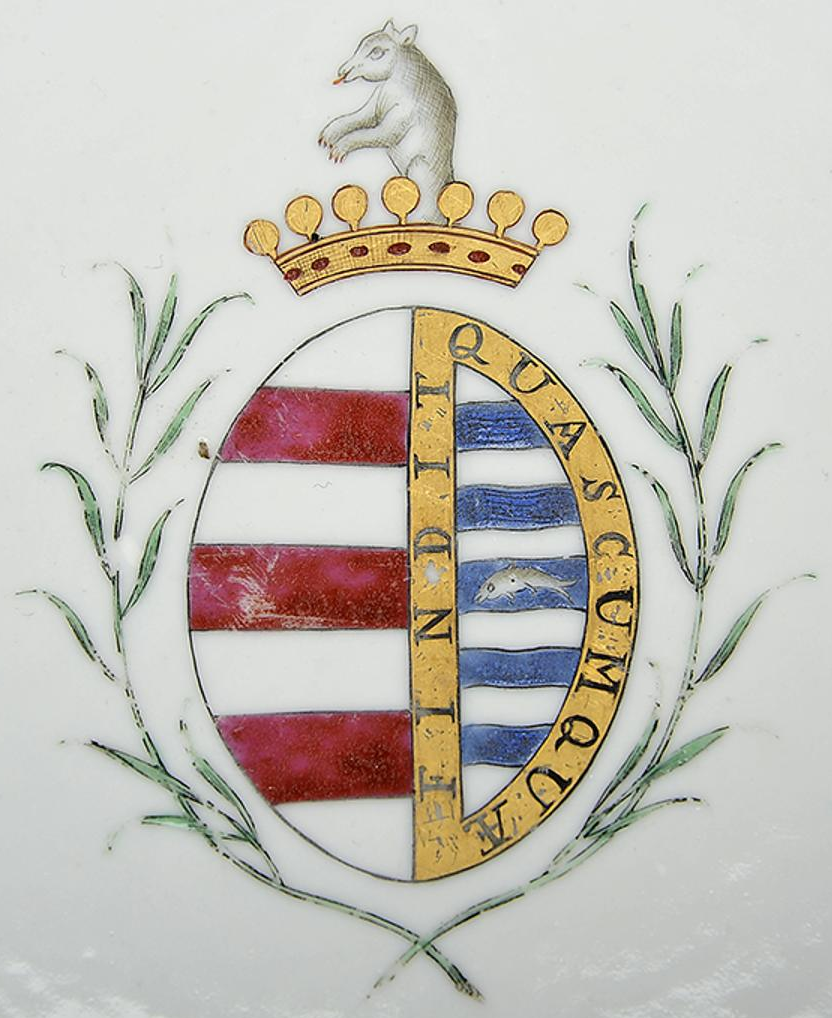
Brasão de armas de D. Bernardo José Maria da Silveira e Lorena - Companhia das Índias, Reinado Jiaqing (1796-1820)

Em 1806 foi nomeado vice-rei da Índia, que governou por também nove anos até 29 de novembro de 1816. Tal título havia sido extinto em 1774.
Entrou a barra de Goa a 27 de maio de 1807, sendo recebido com entusiasmo por vir investido na dignidade de vice-rei, que em 1774 fora suprimida pelo marquês de Pombal. Achavam-se ainda em Goa uns 30 mil e tantos soldados ingleses que ocupavam a cidade sob pretexto de a proteger contra empresas dos franceses. No governo de Veiga Cabral, seu antecessor, «homem inábil e de curtas vistas», os ingleses governavam a pretexto de defender Goa das tropas «napoleônicas. As tropas lhe haviam sido impostas pelo Marquês de Wellesley, irmão do duque de Wellington. Não sucedeu, porém, assim com o Conde: Sarzedas mostrou dignidade e força de caráter.
Só a 1 de novembro de 1810 começaram os ingleses a retirar-se. A 2 de abril de 1813 saiu de Goa o último regimento.
Sarzedas governou a Índia durante nove anos. Conseguiu a extinção completa da Inquisição de Goa, restabelecida em 1779, na reação contra a política pombalina, e conseguiu revigorar a autoridade portuguesa com tato e firmeza.
Entregando o governo ao seu sucessor, o 1º conde de Rio Pardo, a 29 de novembro de 1816, retirou-se para Lisboa, onde veio a falecer três anos depois.

## Descendência
Deixou filhos legitimados por despacho do Desembargo do Paço em 4 de abril de 1818. Entre eles,
1. D. Francisco de Assis de Lorena e Silveira (nascido em 1780) que casou com Maria Rita de Almeida de Sousa e Faro, sendo pais de D. Bernardo Heitor da Silveira e Lorena (7 de abril de 1810-12 de dezembro de 1871), feito 6.º conde de Sarzedas, que casou com Luísa Pereira Garcez Palha e foram pais de D. Francisco de Assis da Silveira e Lorena, 7º conde de Sarzedas
2. D. Maria Ignácia da Silveira
3. D. Maria de Paula e Lorena